# 塞扬努斯
盧基烏斯·埃利烏斯·塞揚努斯（Lucius Aelius Sejanus，前20年—31年），提比略统治时期的罗马帝国官员之一。公元14年至31年先后担任近卫军司令及执政官等职位。31年被提比略以謀反罪名處死。
塞揚努斯出身於羅馬騎士階級。14年提比略即位，任命塞揚努斯為羅馬禁衛軍司令。塞揚努斯上任後立即擴大禁衛軍的職權，使其從原本作為皇帝的護衛成為帝國的安全部隊。提比略給予塞揚努斯極大信任，是他一越成為帝國的第二號人物。塞揚努斯的野心讓他與提比略之子德魯蘇斯交惡，23年他和德魯蘇斯之妻莉薇拉合謀毒害德魯蘇斯。
喪子的提比略隨後將日耳曼尼庫斯的兩個兒子尼祿·凱撒與德魯蘇斯·凱撒選為帝國繼承人。塞揚努斯向提比略提出迎娶莉薇拉的請求，打算藉此讓自己獲得皇位，卻被提比略拒絕。在提比略至卡普里島休養的期間，大權被塞揚努斯掌握，塞揚努斯逐漸得意忘形並專橫跋扈，甚至擅自懲處與自己意見不合的人。
塞揚努斯的專橫最終引起了提比略的危懼，提比略決定剷除塞揚努斯。於紀元31年，塞揚努斯在毫不知情的情況下被召至元老院，被已被提比略任命的新禁衛軍長官馬克羅當場逮捕，隨後又對塞揚努斯的黨羽展開大洗清。在嚴刑逼供之下，塞揚努斯的親信曝出了8年前德魯蘇斯之死的來龍去脈。提比略下令誅滅塞揚努斯全族，並將他和他全家的屍體曝於相傳受到詛咒的卡匹托利欧山懸崖的台階之下，塞揚努斯的支持者們也無一倖免 。

## 家庭
- 阿皮卡塔 - 前妻，與塞揚努斯離婚，在塞揚努斯被處死後亦被提比略逼殺。
  - 斯特拉博 - 長子，與其父同時被處決。
  - 埃利安努斯 - 次子，與其父同時被處決。
  - 朱尼拉 - 長女，因羅馬有「禁止殺死處女」的法律，遭士兵強姦後被絞殺。
- 尤尼乌斯•布拉苏斯 - 叔父，前阿非利加行省總督和元老院議員，於塞揚努斯案發之後與其兩個兒子一同自殺。

## 扩展阅读
- Adams, Freeman. . The American Journal of Philology. 1955, 76 (1): 70–76. JSTOR 291707. doi:10.2307/291707.
- Boddington, Ann. . The American Journal of Philology. January 1963, 84 (1): 1–16. JSTOR 293155. doi:10.2307/293155.
- Bingham, Sandra J. . Ottawa: National Library of Canada. 1999 [1997]  [2007-05-23]. ISBN 0-612-27106-4. （原始内容 (PDF)存档于2017-03-01）.
- Syme, Ronald. . Hermes (Franz Steiner Verlag). 1956, 84 (3): 257–266. JSTOR 4474933.